# Fiorentino, San Marino
Fiorentino är en av republiken San Marinos nio kommuner, castelli. Fiorentino har en yta på 6,57 km² och hade år 2006 en befolkning på 2 245 invånare.
Kommunen gränsar till Chiesanuova, San Marino, Borgo Maggiore, Faetano och Montegiardino, samt de italienska kommunerna Monte Grimano och Sassofeltrio.

## Administrativ indelning
Fiorentino är indelat i 3 administrativa enheter (curazie):
- Capanne, Crociale, Pianacci